# Horodenka
Horodenka (en ukrainien : Городенка) ou Gorodenka (en russe : Городенка) est une ville de l'oblast d'Ivano-Frankivsk, en Ukraine, et le centre administratif du raïon de Horodenka. Sa population s'élevait à 8 722 habitants en 2024.

## Géographie
Horodenka est située à 64 km au sud-est d'Ivano-Frankivsk.

## Histoire
Horodenka est mentionnée en 1579 pour la première fois, comme une petite ville de Galicie orientale. Au cours de la Seconde Guerre mondiale, les Juifs de Horodenka et de ses environs furent massacrés par des unités militaires allemandes et des auxiliaires ukrainiens, au cours de trois « actions » : le 4 décembre 1941 (500 morts), le 4 avril 1942 (1 500 morts) et les 8-10 septembre 1942 (1 500 morts).

## Population
Recensements (*) ou estimations de la population :
| 1870  | 1880   | 1890   | 1900   | 1921  | 1959* |
| ----- | ------ | ------ | ------ | ----- | ----- |
| 8 824 | 10 014 | 11 162 | 11 613 | 9 970 | 7 327 |

| 1970* | 1979*  | 1989*  | 2001* | 2010  | 2011  |
| ----- | ------ | ------ | ----- | ----- | ----- |
| 8 034 | 11 248 | 12 600 | 9 794 | 9 384 | 9 428 |

| 2012  | 2013  | 2014  | 2015  | 2016  | 2017  |
| ----- | ----- | ----- | ----- | ----- | ----- |
| 9 404 | 9 386 | 9 384 | 9 369 | 9 327 | 9 298 |

| 2021  | - | - | - | - | - |
| ----- | - | - | - | - | - |
| 8 972 | - | - | - | - | - |

## Personnalités
- Salo Flohr (1908-1984), joueur d'échecs

## Transports
Horodenka se trouve à 106 km d'Ivano-Frankivsk par le chemin de fer et à 75 km par la route.